# ジャナタ・ダル (統一派)
ジャナタ・ダル（統一派）（ヒンディー語：जनता दल （यूनाइटेड）、英語：Janata Dal（United）、略称：JD（U））は、インドの政党。人民党統一派、統一人民党 と訳されることもある。
1999年、ジャナタ・ダルが統一派と世俗派に分裂したことにより形成された。統一派が反・インド国民会議の政治姿勢を貫くことを優先してインド人民党主導の保守寄りの政党連合・国民民主同盟に加わることを主張したのに対し、世俗派は従来の中道左派や民主社会主義の政治路線を堅持しようとして、党内左右両派が激しく対立したことが分裂の原因であった。
2003年にはジョージ・フェルナンデス率いるサマタ党（平等党）が合流し、現在の党となった。
2004年連邦下院選挙では党の地盤であるビハール州で全国ジャナタ・ダルとインド国民会議の選挙協力の前に敗れ、8議席にとどまった。しかし2005年にはビハール州の州議会議員選挙で、インド人民党との協力のもと全国ジャナタ・ダル主導の政権を破って、ニティーシュ・クマールを州首相とする新政権を樹立した。その勢いをかって2009年連邦下院選挙ではビハール州内で20議席を獲得し、全国的にインド国民会議が躍進するなかで善戦した。
2013年6月、インド人民党との関係を絶ち、国民民主同盟から脱退したが、2017年7月に再び関係を持っている。